# Юліус Рааб
Юліус Рааб (нім. Julius Raab; 29 листопада 1891, Санкт-Пельтен, Нижня Австрія — 8 січня 1964, Відень) — Федеральний канцлер Австрії у 1953—1961 роках, став відомим як «державний канцлер».

## Ранні роки
Юліус Рааб мав двох братів, один з яких Генріх Рааб. Його дядько — Іоганн Волмейєр. Після навчання в гімназії він здобував освіту у Віденському технічному університеті за фахом Цивільне будівництво і був членом організації Норіка у Відні, а потім католицького німецького товариства студентів, яке нині відоме під назвою Cartellverband.

## Перша світова війна
Під час Першої світової війни Юліус був офіцером. У 1918 році, він став лейтенантом і його частину було розформовано. Згодом він сказав, що він, безумовно, не мав влади, але люди добровільно пішли з ним, як єдине ціле.

## Між війнами
З 1927 по 1934 роки Рааб був членом Національної ради Австрії. В останньому кабінеті Шушніга він був міністром торгівлі. Рааб був також одним з провідних членів партії й виголосив промову 18 травня 1930 року як лідер зібрання в Нижній Австрії, в якій було відкинуто «західну демократичну парламентську систему».

## Друга світова війна
За часів правління нацистів його було визнано «непридатним до військової служби», він перебував у Нижній Австрії, колишній рейхспровінції «Нижній Дунай». Згодом він переїхав до Відня, де заснував будівельну компанію, в якій у нього було багато політичних друзів — людей, що були звільнені з-під нацистського арешту.

## Політична кар'єра
Рааб був засновником Торгової палати Австрії, яку він й очолив у 1947 році. 1945 року він відіграв важливу роль у створенні Австрійської народної партії. Його перше призначення на посаду було відхилено австрійським урядом 1945 року через те, що його підозрювали в активному співробітництві з фашистською організацією Heimwehr. З 1946 по 1953 та з 1961 по 1964 роки він очолював Федеральну палату економіки. На пост голови уряду його було обрано 2 квітня 1953 року, він перебував у посаді чотири терміни до 11 квітня 1961 року.